# Unterseeboot 236
Le Unterseeboot 236 (ou U-236) est un sous-marin allemand (U-Boot) de type VII.C utilisé par la Kriegsmarine (marine de guerre allemande) pendant la Seconde Guerre mondiale

## Historique
Mis en service le 9 janvier 1943, l'Unterseeboot 236 reçoit sa formation de base à Kiel en Allemagne au sein de la 5. Unterseebootsflottille jusqu'au 14 mai 1943.
Sa mission est celle d'un un sous-marin d'entraînement des sous-mariniers, d'abord dans la 24. Unterseebootsflottille à Memel jusqu'au 30 avril 1944, ensuite à la 21. Unterseebootsflottille à Pillau jusqu'au 28 février 1945 puis  dans la 31. Unterseebootsflottille à Hambourg à partir du 1er mai 1945.
La fin de la guerre approchant, l'U-236 est sabordé le 5 mai 1945 près de Schleimünde au nord de Kiel à la position géographique de 54° 37′ N, 10° 03′ E. 
Aucun des membres d'équipage ne meurt dans ce sabordage.

## Affectations successives
- 5. Unterseebootsflottille à Kiel du 9 janvier 1942 au 14 mai 1943 (entraînement)
- 24. Unterseebootsflottille à Memel du 29 septembre 1943 au 30 avril 1944 (entraînement)
- 21. Unterseebootsflottille à Pillau du 1er mai 1944 au 28 février 1945 (navire-école)
- 31. Unterseebootsflottille à Hambourg du 1er mars au 5 mai 1945 (entraînement)

## Commandement
- Oberleutnant zur See Reimar Ziesmer du 9 janvier au 30 mai 1943
- Oberleutnant zur See Curt Hartmann du 29 septembre 1943 au 29 mai 1944
- Oberleutnant zur See Ludo Kregelin du 30 mai au 4 juin 1944
- Oberleutnant zur See Herbert Mumm du 5 juin 1944 au 4 mai 1945

## Navires coulés
L'Unterseeboot 236 n'a ni coulé, ni endommagé de navire ennemi n'ayant participé à aucune patrouille, car il n'a servi qu'à des missions entraînement et de formation.

### Référence
1. ↑   U-236 sur le site Uboat.net

### Source
- (en) Cet article est partiellement ou en totalité issu de l’article de Wikipédia en anglais intitulé « German submarine U-236 » (voir la liste des auteurs).